# Liga de Campeones de la EHF 2002-03
La Liga de Campeones de la EHF 2002-03 es la 43.ª edición de la competición. Comenzó el 7 de septiembre de 2002 y concluyó el 4 de mayo de 2003. En la final de la misma el Montpellier HB derrotó por un global de 50-46 al Portland San Antonio.

## Primera ronda
7 y 8 de septiembre de 2002 (ida) - 14 y 15 de septiembre de 2002 (vuelta)
| Equipo 1              | Agr.  | Equipo 2               | Ida   | Vuelta |
| --------------------- | ----- | ---------------------- | ----- | ------ |
| Panellinios AC Athen  | 56:48 | ASKI Ankara            | 30:23 | 26:25  |
| SKA Minsk             | 48:55 | HC Granitas Kaunas     | 23:25 | 25:30  |
| Bregenz HB            | 59:43 | SPE Strovolos Nicosia  | 31:19 | 28:24  |
| Pallamano Trieste     | 59:54 | RK Izviđač Ljubuški    | 33:27 | 26:27  |
| HC Eynatten           | 52:63 | Vardar Skopje          | 28:31 | 24:32  |
| MŠK Považská Bystrica | 70:48 | GTU Shevardeni Tbilisi | 35:25 | 35:23  |
| Handball Esch         | 45:51 | V&L Geleen             | 24:25 | 21:26  |
| HK Lokomotiv Varna    | 37:75 | Fibrex Săvineşti       | 20:41 | 17:34  |

## Segunda ronda
5 y 6 de octubre de 2002 (ida) - 12 y 13 de octubre de 2002 (vuelta)
| Equipo 1                   | Agr.  | Equipo 2              | Ida   | Vuelta |
| -------------------------- | ----- | --------------------- | ----- | ------ |
| HC Baník Karviná           | 67:47 | MŠK Považská Bystrica | 31:25 | 36:22  |
| V&L Geleen                 | 43:69 | Wisla Plock           | 24:28 | 19:41  |
| Sandefjord TIF             | 49:55 | Vardar Skopje         | 26:26 | 23:29  |
| Fibrex Săvineşti           | 43:41 | RK Partizan Belgrad   | 28:19 | 15:22  |
| HK Drott Halmstad          | 49:51 | Panellinios AC Athen  | 29:26 | 20:25  |
| Bregenz HB                 | 47:62 | Chejovskie Medvedi    | 25:31 | 22:31  |
| Shakhtar-Academiya Donetsk | 46:44 | HC Granitas Kaunas    | 34:24 | 12:20  |
| Pallamano Trieste          | 60:51 | Pfadi Winterthur      | 31:26 | 29:25  |

## Fase de grupos
| Colores de la tabla                            |
| ---------------------------------------------- |
| Equipos que se clasifican a la siguiente ronda |
| Equipos eliminados de Europa                   |

### Grupo A
| Pos. | Equipo                | Pts. | PJ | G | E | P | GF  | GC  | Dif. | Clasificación |
| ---- | --------------------- | ---- | -- | - | - | - | --- | --- | ---- | ------------- |
| 1    | KC Veszprém           | 18   | 6  | 6 | 0 | 0 | 163 | 127 | +36  |               |
| 2    | SC Magdeburg          | 12   | 6  | 4 | 0 | 2 | 179 | 166 | +13  |               |
| 3    | Wisla Plock           | 3    | 6  | 1 | 0 | 5 | 167 | 195 | −28  |               |
| 4    | Panellinios AC Athens | 3    | 6  | 1 | 0 | 5 | 131 | 152 | −21  |               |

 Fuente: 
| 09.11.2002 | Panellinios AC Athens | 17 | 29 | SC Magdeburg          |
| 09.11.2002 | Wisla Plock           | 25 | 30 | KC Veszprém           |
| 17.11.2002 | KC Veszprém           | 19 | 13 | Panellinios AC Athens |
| 16.11.2002 | SC Magdeburg          | 40 | 32 | Wisla Plock           |
| 24.11.2002 | KC Veszprém           | 31 | 22 | SC Magdeburg          |
| 23.11.2002 | Panellinios AC Athens | 30 | 29 | Wisla Plock           |
| 30.11.2002 | Panellinios AC Athens | 16 | 17 | KC Veszprém           |
| 30.11.2002 | Wisla Plock           | 29 | 31 | SC Magdeburg          |
| 08.12.2002 | SC Magdeburg          | 30 | 29 | Panellinios AC Athens |
| 08.12.2002 | KC Veszprém           | 38 | 24 | Wisla Plock           |
| 15.12.2002 | SC Magdeburg          | 27 | 28 | KC Veszprém           |
| 14.12.2002 | Wisla Plock           | 28 | 26 | Panellinios AC Athens |

### Grupo B
| Pos. | Equipo                     | Pts. | PJ | G | E | P | GF  | GC  | Dif. | Clasificación |
| ---- | -------------------------- | ---- | -- | - | - | - | --- | --- | ---- | ------------- |
| 1    | Portland San Antonio       | 15   | 6  | 5 | 0 | 1 | 180 | 142 | +38  |               |
| 2    | Kolding IF                 | 12   | 6  | 4 | 0 | 2 | 178 | 152 | +26  |               |
| 3    | Generali Pallam. Trieste   | 7    | 6  | 2 | 1 | 3 | 163 | 175 | −12  |               |
| 4    | Shakhtar-Academiya Donetsk | 1    | 6  | 0 | 1 | 5 | 135 | 187 | −52  |               |

 Fuente: 
| 10.11.2002 | Shakhtar-Academiya Donetsk | 18 | 30 | Portland San Antonio       |
| 09.11.2002 | Generali Pallam. Trieste   | 32 | 31 | Kolding IF                 |
| 16.11.2002 | Kolding IF                 | 33 | 23 | Shakhtar-Academiya Donetsk |
| 17.11.2002 | Portland San Antonio       | 31 | 23 | Generali Pallam. Trieste   |
| 23.11.2002 | Kolding IF                 | 24 | 21 | Portland San Antonio       |
| 23.11.2002 | Shakhtar-Academiya Donetsk | 24 | 24 | Generali Pallam. Trieste   |
| 30.11.2002 | Shakhtar-Academiya Donetsk | 22 | 30 | Kolding IF                 |
| 30.11.2002 | Generali Pallam. Trieste   | 26 | 32 | Portland San Antonio       |
| 07.12.2002 | Portland San Antonio       | 34 | 21 | Shakhtar-Academiya Donetsk |
| 08.12.2002 | Kolding IF                 | 30 | 22 | Generali Pallam. Trieste   |
| 15.12.2002 | Portland San Antonio       | 32 | 30 | Kolding IF                 |
| 14.12.2002 | Generali Pallam. Trieste   | 36 | 27 | Shakhtar-Academiya Donetsk |

### Grupo C
| Pos. | Equipo             | Pts. | PJ | G | E | P | GF  | GC  | Dif. | Clasificación |
| ---- | ------------------ | ---- | -- | - | - | - | --- | --- | ---- | ------------- |
| 1    | Montpellier HB     | 15   | 6  | 5 | 0 | 1 | 166 | 160 | +6   |               |
| 2    | Prule 67 Ljubljana | 12   | 6  | 4 | 0 | 2 | 179 | 169 | +10  |               |
| 3    | CH Medvedi         | 6    | 6  | 2 | 0 | 4 | 182 | 170 | +12  |               |
| 4    | HC Baník Karviná   | 3    | 6  | 1 | 0 | 5 | 167 | 195 | −28  |               |

 Fuente: 
| 10.11.2002 | HC Banik Karvina   | 29 | 36 | Prule 67 Ljubljana |
| 10.11.2002 | CH Medvedi         | 30 | 31 | Montpellier HB     |
| 17.11.2002 | Montpellier HB     | 32 | 30 | HC Banik Karvina   |
| 17.11.2002 | Prule 67 Ljubljana | 34 | 28 | CH Medvedi         |
| 24.11.2002 | Montpellier HB     | 28 | 24 | Prule 67 Ljubljana |
| 24.11.2002 | HC Banik Karvina   | 35 | 27 | CH Medvedi         |
| 01.12.2002 | HC Banik Karvina   | 23 | 26 | Montpellier HB     |
| 01.12.2002 | CH Medvedi         | 33 | 22 | Prule 67 Ljubljana |
| 08.12.1902 | Prule 67 Ljubljana | 34 | 27 | HC Banik Karvina   |
| 08.12.2002 | Montpellier HB     | 25 | 24 | CH Medvedi         |
| 15.12.2002 | Prule 67 Ljubljana | 29 | 24 | Montpellier HB     |
| 15.12.2002 | CH Medvedi         | 40 | 23 | HC Banik Karvina   |

### Grupo D
| Pos. | Equipo                  | Pts. | PJ | G | E | P | GF  | GC  | Dif. | Clasificación |
| ---- | ----------------------- | ---- | -- | - | - | - | --- | --- | ---- | ------------- |
| 1    | THW Kiel                | 12   | 6  | 4 | 0 | 2 | 175 | 150 | +25  |               |
| 2    | RK Zagreb               | 10   | 6  | 3 | 1 | 2 | 156 | 154 | +2   |               |
| 3    | "Fibrexnylon" Savinesti | 7    | 6  | 2 | 1 | 3 | 164 | 162 | +2   |               |
| 4    | Vardar Vatrost. Skopje  | 6    | 6  | 2 | 0 | 4 | 152 | 181 | −29  |               |

 Fuente: 
| 10.11.2002 | "Fibrexnylon" Savinesti | 21 | 26 | THW Kiel                |
| 10.11.2002 | Vardar Vatrost. Skopje  | 25 | 28 | RK Zagreb               |
| 17.11.2002 | RK Zagreb               | 24 | 24 | "Fibrexnylon" Savinesti |
| 16.11.2002 | THW Kiel                | 34 | 23 | Vardar Vatrost. Skopje  |
| 24.11.2002 | RK Zagreb               | 23 | 28 | THW Kiel                |
| 24.11.2002 | "Fibrexnylon" Savinesti | 38 | 26 | Vardar Vatrost. Skopje  |
| 01.12.2002 | "Fibrexnylon" Savinesti | 28 | 23 | RK Zagreb               |
| 01.12.2002 | Vardar Vatrost. Skopje  | 27 | 26 | THW Kiel                |
| 08.12.2002 | THW Kiel                | 37 | 28 | "Fibrexnylon" Savinesti |
| 08.12.2002 | RK Zagreb               | 30 | 25 | Vardar Vatrost. Skopje  |
| 14.12.2002 | THW Kiel                | 24 | 28 | RK Zagreb               |
| 15.12.2002 | Vardar Vatrost. Skopje  | 26 | 25 | "Fibrexnylon" Savinesti |

## Cuartos de final
1 - 2  de marzo (ida) - 8 - 9 de marzo (vuelta)
| Equipo 1     | Total   | Equipo 2             | 1.º partido | 2.º partido |
| ------------ | ------- | -------------------- | ----------- | ----------- |
| Kolding IF   | 57 – 63 | Fotex KC Veszprém    | 31 – 27     | 26 – 36     |
| SC Magdeburg | 56 – 60 | Portland San Antonio | 22 – 26     | 34 – 34     |
| RK Zagreb    | 53 – 62 | Montpellier HB       | 28 – 28     | 25 – 34     |
| RD Prule 67  | 61 – 59 | THW Kiel             | 33 – 33     | 28 – 26     |

## Semifinales
30  de marzo (ida) - 6 de abril (vuelta)
| Equipo 1             | Total   | Equipo 2          | 1.º partido | 2.º partido |
| -------------------- | ------- | ----------------- | ----------- | ----------- |
| RD Prule 67          | 52 – 56 | Montpellier HB    | 29 – 27     | 23 – 29     |
| Portland San Antonio | 54 – 50 | Fotex KC Veszprém | 28 – 20     | 26 – 30     |

## Final
26 de abril (ida) - 4 de mayo (vuelta)
| Equipo 1             | Total   | Equipo 2       | 1.º partido | 2.º partido |
| -------------------- | ------- | -------------- | ----------- | ----------- |
| Portland San Antonio | 46 – 50 | Montpellier HB | 27 – 19     | 19 – 31     |

## Goleadores
Los principales goleadores de la EHF Champions League 2002–03 fueron:
| #  | Jugador           | Equipo                  | Goles |
| -- | ----------------- | ----------------------- | ----- |
| 1  | Lasse Boesen      | Kolding IF              | 53    |
| 2  | Olafur Stefansson | SC Magdeburg            | 53    |
| 3  | Mikail Jakimovich | Portland San Antonio    | 49    |
| 4  | Mariusz Jurasik   | Wisla Plock             | 46    |
| 4  | Sobhi Sioud       | Montpellier HB          | 46    |
| 6  | Nikola Karabatić  | Montpellier HB          | 43    |
| 6  | Rastko Stefanovic | Montpellier HB          | 43    |
| 8  | Iulian Alexandru  | "Fibrexnylon" Savinesti | 42    |
| 8  | Boris Schnuchel   | Kolding IF              | 42    |
| 10 | Michael Guigou    | Montpellier HB          | 41    |